# Holten

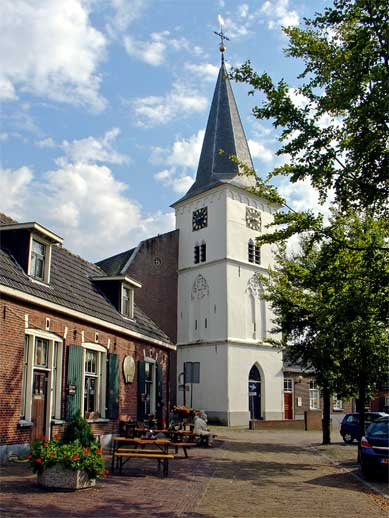
Vista de la iglesia de Holten.

Holten es una pequeña aldea en la provincia de Overijssel, Holanda que pertenece al municipio Rijssen-Holten. Holten posee unos 9000 habitantes.
Hasta el 2001 Holten fue una ciudad independiente, pero luego fue juntada con Rijssen. Holten se encuentra en una zona boscosa al sur de la colina llamada Holterberg. Esta colina con una elevación de 65 m es parte del parque nacional Sallandse Heuvelrug, que es la única zona de Holanda en la que se puede observar al black grouse (en holandés: De korhoen).
Tradicionalmente la principal actividad comercial de Holten era la actividad agrícola, pero hoy en día el turismo se ha convertido en la industria más importante. 
Un habitante famoso de Holten es Mark Tuitert un destacado patinador olímpico de carreras de velocidad sobre hielo.